# セガ×チュンソフトプロジェクト
セガ×チュンソフトプロジェクト（SEGA×CHUN PROJECT）とは、2006年から2008年まで行われたゲームメーカーのセガとチュンソフトが、協力してゲームソフトを送り出すプロジェクトである。

## 概要
具体的にはセガが開発資金の援助と販売を行い、チュンソフトがゲームソフトを開発するという形になっていた。
両社はこれ以前にも、セガサターン用のソフト『サウンドノベル 街 -machi-』の製作で協力したことや、ドリームキャスト用ソフト『不思議のダンジョン 風来のシレン外伝 女剣士アスカ見参!』（開発はネバーランドカンパニー）を発売している経緯があり、どちらも高い評価を得ていた。このプロジェクトはこうしたクオリティの高いソフトを生み出すことが目的とされている。
第1弾は『サウンドノベル 街 -machi-』をPlayStation Portable用に新シナリオを加えて移植した『街 〜運命の交差点〜 特別篇』。セガとチュンソフトがタッグを組んだ記念すべきソフトを再びお披露目する意味があると、チュンソフト社長の中村光一は語っている。
2008年にWiiで発売したゲームソフト『428 〜封鎖された渋谷で〜』をもって契約満了となりプロジェクトは終了した。

## ソフト一覧
- 街 〜運命の交差点〜 特別篇（PlayStation Portable）
- かまいたちの夜2 特別篇（PlayStation Portable）
- かまいたちの夜×3 三日月島事件の真相（PlayStation 2）
- 不思議のダンジョン 風来のシレンDS（ニンテンドーDS）
- 忌火起草 / 忌火起草 解明編（PlayStation 3 / Wii）
- 不思議のダンジョン 風来のシレン3 からくり屋敷の眠り姫（Wii）
- 不思議のダンジョン 風来のシレンDS2 砂漠の魔城（ニンテンドーDS）
- 428 〜封鎖された渋谷で〜（Wii）